# Tr5
Tr5 – oznaczenie na PKP parowozu towarowego niemieckiej serii Br 562-8 (zrekonstruowana pruska seria G8¹ przez dodanie osi tocznej). Eksploatowany był w Polsce po II wojnie światowej w liczbie 66 egzemplarzy.

## Historia
Lokomotywa niemieckiej serii 562-8 o układzie osi 1'D powstała przez rekonstrukcję lokomotyw pruskiej serii G8¹ (niemieckiej serii 5526-55), o układzie osi D. Były to zbudowane w dużej liczbie udane lokomotywy towarowe, o dobrych charakterystykach. Przyjęty układ osi powodował jednak, że ich prędkość konstrukcyjna była ograniczona do 55 km/h. Dość duży nacisk na oś (17,5 t) ograniczał ich zastosowanie do głównych linii, z których jednak po I wojnie światowej zaczęły być wypierane przez nowe maszyny. Dlatego podjęto w latach 30. w Niemczech decyzję o rekonstrukcji jeszcze dosyć nowych lokomotyw tej serii przez wyposażenie ich w przednią oś toczną, przy pozostawieniu niezmienionego kotła i mechanizmu napędowego. Poprawiło to prowadzenie lokomotywy na torze i pozwoliło na podwyższenie prędkości do 70 km/h, a zarazem zmniejszyło nacisk na oś do 16,2 ton, przez co lokomotywy te mogły być używane także na słabszych liniach i w ruchu pasażerskim. Zmniejszenie masy przyczepnej (napędnej) przez rozłożenie ciężaru na więcej osi nie miało istotnego znaczenia w związku z przewidywanym lżejszym charakterem pracy.
Rekonstrukcja polegała na wyposażeniu w wózek toczny Bissela z bocznym przesuwem o 100 mm na stronę, według wzoru zastosowanego w znormalizowanych parowozach serii 24 i 64. W tym celu wzmocniono i wydłużono ostojnice. Dla równomiernego rozłożenia masy przesunięto kocioł do przodu o 720 mm, podnosząc go o 80 mm.
Dokumentację opracowały zakłady Borsig w Berlinie. Łącznie do 1941 roku zrekonstruowano 691 parowozów, głównie podczas napraw w warsztatach kolejowych, co stanowiło ok. ¼ stanu wyjściowego. Największa liczba – 173, została przebudowana w Pile (wówczas Schneidemühl). Otrzymały one nową numerację 56 201 do 56 891.

## Eksploatacja
Po II wojnie światowej w RFN znalazło się 367 lokomotyw tej serii, a w NRD tylko 59. 66 trafiło na Polskie Koleje Państwowe z oznaczeniem serii Tr5. Ostatnie egzemplarze służył w Polsce do 1972 roku. Mniej liczne lokomotywy tej serii trafiły także do Austrii (seria 656 kolei ÖBB), Jugosławii (seria 148 kolei JŽ) i ZSRR (seria 56).
Parowóz Tr5-65 produkcji niemieckiej firmy Orenstein & Koppel z 1921 roku (przebudowany w 1938 roku) znajduje się w Parowozowni Wolsztyn i obecnie oczekuje naprawy. Jest to jedyny zachowany w Europie parowóz tej serii.

## Niektóre właściwości trakcyjne
Podobnie jak w przypadku parowozu Tp4 praktyczną siłę pociągową Tr5 ogranicza wydajność kotła. Maksymalna siła pociągowa przy rozruchu wynosiła prawie 15 000 kG. Parowóz miał uciągi podobne do Tp4, ale ponieważ mógł rozwijać większe prędkości (dzięki dodaniu osi tocznej) warto podać informację, że przy spalaniu lepszego gatunku węgla na torze poziomym Tr5 mógł ciągnąć składy towarowe ładowne o masie 550 ton z prędkością 70 km/h.